# Steve Harper
Stephen Alan Harper (ur. 14 marca 1975 w Seaham) – angielski piłkarz występujący na pozycji bramkarza.

## Życiorys

### Wczesne życie
Harper dorastał w wiosce Easington w hrabstwie Durham. Od najmłodszych lat interesował się piłką nożną, jako dziecko był kibicem Liverpoolu a bramkarz tego zespołu, Bruce Grobelaar, był jego idolem. Pierwszym meczem piłkarskim jaki obejrzał było wygrane 2:0 spotkanie Liverpoolu na Anfield rozegrane w sezonie 1982/1983. Harper uczęszczał do Easington Comprehensive School. Później uczył się także na University of Liverpool.

### Kariera
Swoją piłkarską karierę rozpoczynał w 1992 w zespole Seaham Red Star. Rok później podpisał zawodowy kontrakt z Newcastle United.
Początkowo pierwszym bramkarzem Newcastle był Pavel Srniček, następnie Shaka Hislop oraz potem Shay Given. W tym czasie Harper był wypożyczany. Trafiał do Bradford City, Gateshead, Stockport County, Hartlepool United oraz Huddersfield Town. W 2009 stał się podstawowym zawodnikiem swojego klubu po odejściu Givena do Manchesteru City.
Harper walczył z Givenem o miejsce w podstawowym składzie, najlepiej poradził on sobie w sezonie 1998/1999, kiedy to zagrał w ośmiu ligowych meczach. Anglik grał także w finale Pucharu Anglii w tym sezonie, który jednak jego klub przegrał 2:0 z Manchester United. Ówczesny szkoleniowiec Newcastle, Ruud Gullit twierdził, że Harper bardziej zasługiwał na grę niż Given. Jednak na początku sezonu 1999/2000 Gullit przestał być trenerem zespołu i Harper stał się drugim bramkarze. Mimo to Anglik wystąpił w niemal 30 ligowych spotkaniach tego sezonu z powodu kontuzji Irlandczyka. Kiedy on jednak powrócił, Harper dalej zasiadał na ławce rezerwowych.
W 2002 zaliczył kilka występów w Lidze Mistrzów, między innymi z Juventusem, w którym jego zespół wygrał 1:0 a on sam zachował czyste konto. Wygrana ta zapewniła Newcastle awans do fazy pucharowej.
Harper złożył prośbę o transfer do innego klubu jako przyczynę podając brak miejsca w podstawowym składzie (to samo zrobił Given w grudniu 2000, kiedy stracił miejsce w składzie na rzecz Harpera). W czasie gry w Newcastle Anglik był łączony z odejściem do West Bromwich Albion, Celtiku Glasgow, Watford, Rangers oraz Liverpoolu, jeden żaden z tych transferów nie doszedł do skutku.
Swoją chęć gry w pierwszym składzie ponownie wyraził w czerwcu 2006, jednak trener Glenn Roeder namawiał go do pozostania w zespole. Spowodowało to, że Anglik przedłużył swój kontrakt z klubem z St James’ Park do czerwca 2009. Kontuzja, którą nabawił się Given na początku sezonu 2006/2007 dała szansę pokazania się Harperowi w pierwszym zespole. Jego pierwszym ligowym spotkaniu od 15 miesięcy był przegrany 2:0 mecz z Liverpoolem we wrześniu 2006 roku. Przy drugiej bramce, którą zdobył Xabi Alonso lobem z 60 metrów, Harper poślizgnął się i nie udało mu się obronić strzału. Mimo to Anglik zaliczył jeszcze kilka innych występów w tym sezonie. Harper z powodu trzeciej kontuzji Givena wystąpił także w spotkaniu z Chelsea F.C., w którym zachował czyste konto. Był to pierwszy sezon od 2001, w którym Harper występował w kolejnych ligowych spotkaniach.

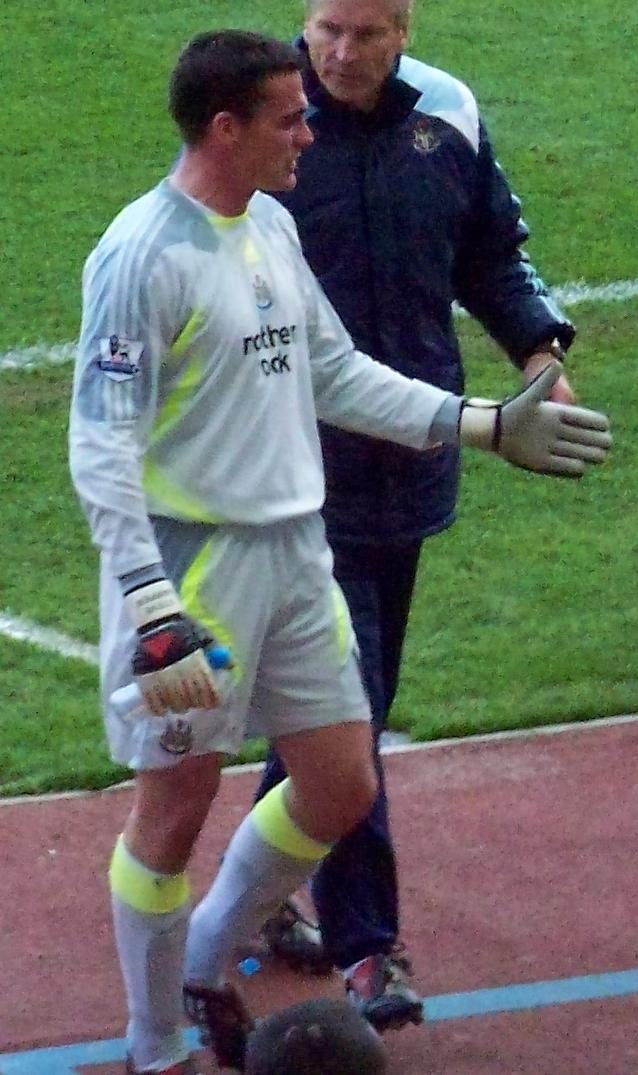
Harper w kwietniu 2008, w jednym z jego występów w pierwszym składzie

26 lipca 2007 Harper zagrał jako napastnik w towarzyskim spotkaniu z Celtikiem Glasgow, w którym wszedł z ławki rezerwowych. Harper kontynuował grę jako bramkarz w sezonie 2007/2008 pod wodzą nowego szkoleniowca, Sama Allardyce’a. Given borykał się z kontuzją a Tim Krul przebywał na wypożyczeniu w Falkirk, więc Harper bronił przez pierwsze sześć ligowych pojedynków, w dwóch z nich zachował czyste konto. Gdy jednak Given był w pełni sił Anglik stracił miejsce w składzie. Kolejna kontuzja Irlandczyka spowodowała jednak, że Harper coraz częściej grał w wyjściowej jedenastce pod wodzą nowego trenera, Kevina Keegana. Po serii dobrych meczów, Harper wiązany był odejściem z Newcastle. Jego pozyskaniem zainteresowany był Liverpool, gdzie Anglik miał pełnić rolę zmiennika Reiny. Keegan chciał jednak zatrzymać Harpera w swojej drużynie i transfer nie doszedł do skutku.
W styczniu 2009 Harper przedłużył swój kontrakt z klubem do 2012, który będzie jego dziewiętnastym sezonem w Newcastle. W tym samym miesiącu Shay Given przeszedł do Manchesteru City i po prawie 16 latach spędzonych w klubie Harper stał się podstawowym bramkarzem swojego zespołu.
19 maja 2013 zagrał swój ostatni mecz w barwach Newcastle United. Jego klub przegrał 0-1 z Arsenalem.
15 lipca podpisał roczny kontrakt z beniaminkiem Premier League – Hull City, w którym występował do 2015.
22 stycznia 2016 podpisał kontrakt z Sunderlandem do końca sezonu 2015/16, będąc trzecim bramkarzem zespołu, w którym występowali także Jordan Pickford i Vito Mannone. Zawodnikiem Sunderlandu był do 10 czerwca, po czym zakończył karierę piłkarską.
Obecnie pracuje jako trener bramkarzy w reprezentacji Irlandii Północnej oraz Newcastle United.
| Sezon     | Klub                   | Kraj   | Rozgrywki       | Mecze | Bramki |
| --------- | ---------------------- | ------ | --------------- | ----- | ------ |
| 1993/94   | Newcastle United       | Anglia | Premier League  | 0     | 0      |
| 1994/95   | Newcastle United       | Anglia | Premier League  | 0     | 0      |
| 1995/96   | Bradford City          | Anglia | Division Two    | 1     | 0      |
| 1996/97   | Gateshead              | Anglia | National League | 12    | 0      |
| 1996/97   | Stockport County       | Anglia | Division Two    | 0     | 0      |
| 1997/98   | Hartlepool United      | Anglia | Division Three  | 15    | 0      |
| 1997/98   | Huddersfield Town      | Anglia | Division One    | 0     | 0      |
| 1998/99   | Newcastle United       | Anglia | Premier League  | 8     | 0      |
| 1999/2000 | Newcastle United       | Anglia | Premier League  | 18    | 0      |
| 2000/01   | Newcastle United       | Anglia | Premier League  | 5     | 0      |
| 2001/02   | Newcastle United       | Anglia | Premier League  | 0     | 0      |
| 2002/03   | Newcastle United       | Anglia | Premier League  | 0     | 0      |
| 2003/04   | Newcastle United       | Anglia | Premier League  | 0     | 0      |
| 2004/05   | Newcastle United       | Anglia | Premier League  | 2     | 0      |
| 2005/06   | Newcastle United       | Anglia | Premier League  | 0     | 0      |
| 2006/07   | Newcastle United       | Anglia | Premier League  | 18    | 0      |
| 2007/08   | Newcastle United       | Anglia | Premier League  | 21    | 0      |
| 2008/09   | Newcastle United       | Anglia | Premier League  | 16    | 0      |
| 2009/10   | Newcastle United       | Anglia | Championship    | 45    | 0      |
| 2010/11   | Newcastle United       | Anglia | Premier League  | 18    | 0      |
| 2011/12   | Brighton & Hove Albion | Anglia | Championship    | 5     | 0      |
| 2012/13   | Newcastle United       | Anglia | Premier League  | 6     | 0      |
| 2013/14   | Hull City              | Anglia | Premier League  | 13    | 0      |
| 2014/15   | Hull City              | Anglia | Premier League  | 10    | 0      |
| 2015/16   | Sunderland             | Anglia | Premier League  | 0     | 0      |

## Sukcesy
Newcastle United F.C.
- Mistrzostwo Championship (1): 2009/10

Hull City A.F.C.
- Finał Pucharu Anglii (1): 2013/14